# Citroën en Turismo Competición 2000

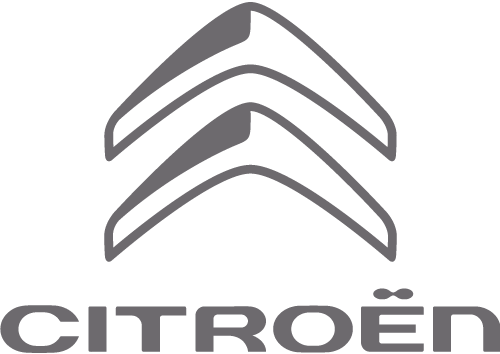
A pesar de dos intentos fallidos por ingresar al TC 2000, a partir del año 2017 Citroën se sumó a la divisional Súper TC 2000, con la intención de ratificar en esa categoría

La historia de Citroën dentro de los campeonatos de la familia del Turismo Competición 2000 es la más reciente de entre todas las marcas que participaron a lo largo de la historia de la mencionada categoría. Esta marca tuvo sus primeras participaciones a nivel nacional mediante la filial argentina de la marca en otras categorías del automovilismo argentino, como ser el Top Race o la Clase 3 del Turismo Nacional. Estas participaciones despertaron en su momento el deseo de concursar dentro del Turismo Competición 2000 con un equipo oficial a inicios de los años 2010. A pesar de ello, recién en el año 2017 tuvo su debut dentro del Súper TC 2000, presentándose sobre la base del equipo PSG-16 Team y presentando al Citroën C4 Lounge como modelo de representación, el cual fue equipado con un impulsor V8 fabricado por la empresa Radical Performance Engineering, proveedora exclusiva de motores para la divisional antes mencionada.
A su vez, en el mismo año 2017, el mismo equipo PSG-16 Team propició el debut de la marca Citroën en TC 2000, división inferior creada tras la reformulación del antiguo TC 2000 en Súper TC 2000. 

## Historia

### Antecedentes
A pesar de haber sido una marca de gran presencia en el mercado automotor entre las décadas del 60 y 80, Citroën nunca tuvo participación activa en el ámbito del automovilismo nacional argentino. Con el modelo 3CV (versión argentina del Citroën 2CV) como punta de lanza a nivel comercial, la participación de productos Citroën estaba circunscrita casi siempre a categorías de nivel zonal.
Tras el retorno de la marca francesa en 1996, de la mano de su casa matriz el Groupe PSA, la primera participación consistente de un producto Citroën en el automovilismo argentino, se daría en la categoría Top Race en el año 2004 y de la mano del piloto Julio Catalán Magni, quien presentó en esa oportunidad un Citroën Xsara. Tras la adquisición de los activos de Top Race por parte del expiloto Alejandro Urtubey, Citroën fue tenida en cuenta entre el selecto grupo de marcas que habían sido homologadas para la construcción de las nuevas unidades de la nueva divisional Top Race V6. En el caso de la marca del doble chevrón, el modelo elegido fue el Citroën C5. Todas estas participaciones, comenzarían a hacer crecer en la mente de los directivos de la marca francesa, la posibilidad de participar a nivel nacional y con un equipo oficial, en alguna de las tres categorías más fuertes en las que podía incursionar.

### Primeros intentos de ingresar al TC 2000
Con el correr de los años, Citroën comenzaría poco a poco a tomar relevancia en el automovilismo nacional. A sus participaciones en el Top Race V6 (donde en el primer semestre del año 2010 la marca apoyó oficialmente la participación del piloto Diego Aventín sobre un Citroën C5 II), prontamente se le sumarían las de la Clase 3 del Turismo Nacional (donde debutaría en el año 2008 con el Citroën C4 de la mano del piloto Ignacio Boero, prestando finalmente su apoyo oficial a partir del año 2014), teniendo principal relevancia en esta última categoría.
Esta relevancia terminaría siendo objeto de atención por parte de escuderías de una de las más importantes categorías de automovilismo argentino, como lo es el Turismo Competición 2000. Quienes primeramente se animarían a tentar a los directivos de la casa francesa, fueron las autoridades del HAZ Racing Team (FDC Racing Team), quienes intentaron acercar su propuesta para hacerse con el apoyo oficial de Citroën, para ingresar a partir del año 2010 a competir en la mencionada categoría. Finalmente, tales negociaciones no llegarían a buen puerto y este equipo terminaría por ingresar al TC 2000 a fines de la temporada 2009, consiguiendo el apoyo oficial de la marca estadounidense Ford.
Tras este fallido intento de ingreso al TC 2000, a fines del año 2010 volvería a surgir una segunda posibilidad. En aquel torneo, la marca Peugeot, emparentada con Citroën dentro del Groupe PSA pero con una mínima relación sobre la Doble Chevrón en la República Argentina, retornaba a la categoría de manera consistente, disponiendo de un equipo oficial y una escuadra satélite semioficial. Con el correr de la temporada, ambas escuadras comenzarían a evidenciar resultados dispares, con la curiosidad de que la escuadra satélite superó en reiteradas oportunidades a la escuadra oficial en cuanto a resultados. Esta performance, sería objeto de atención por parte de Citroën, quienes comenzarían a sondear al equipo DTA, para estudiar las posibilidades de hacerse con sus servicios, ofreciéndole apoyo oficial para la temporada 2011. Sin embargo, cuando las negociaciones parecían encaminadas, llegándose a dar posibles nombres para competir al comando de los Citroën C4 seleccionados como coche representativo, Peugeot se adelantaría a su par luego de anunciar el rompimiento de las relaciones con el equipo DP-1 Team (que llevó la representación oficial de la marca del León en 2010) y el traspaso de esta representación justamente a la escudería DTA, truncando de esa manera las negociaciones mantenidas entre DTA y Citroën. De esta manera y por segunda vez, el sueño de ver a Citroën dentro del TC 2000 volvía a esfumarse, debiendo esperar una nueva oportunidad para poder ingresar.

### Desembarco definitivo en el Súper TC 2000
Tras dos intentos fallidos por incursionar dentro del Turismo Competición 2000, los esfuerzos de Citroën comenzarían a centrarse en su participación dentro de la Clase 3 del Turismo Nacional. Los buenos resultados obtenidos por el equipo Boero Carrera Pro junto al Citroën C4 I hatchback, animaron la posibilidad de definitivamente desembarcar como equipo oficial en esa categoría, luego de varios años ofreciendo apoyo técnico. De esta manera y tras sus incursiones en el TRV6, Citroën volvía a la escena nacional con un equipo oficial, a partir del año 2014.
A todo esto se le tuvo que sumar las importantes apariciones de la marca dentro del Campeonato Mundial de Turismos, donde a partir de ese mismo 2014 hacía su ingreso como equipo oficial, presentando al modelo C-Elysée como carta de triunfo y llevándose los servicios del argentino José María López, un exprobador de Fórmula 1 argentino. Las consecuencias sería muy favorables para la marca, conquistando el argentino el tricampeonato en los años 2014, 2015 y 2016. Al mismo tiempo, en Argentina, su excolega Matías Rossi le daba a Citroën su primer título a nivel nacional, al coronarse titular de la Clase 3 del TN. Sin embargo, Citroën aún tenía una deuda pendiente, de la cual para fines de 2016 ya se encontraba presto a saldar.
Las múltiples buenas actuaciones de la marca en el automovilismo argentino y mundial reavivaron el deseo de desembarcar en otro campeonato argentino, aunque ahora la posibilidad era en la nueva divisional Súper TC 2000, creada a partir del año 2012. Las curiosidades del destino, harían que nuevamente se crucen los caminos de Citroën y los directivos de lo que alguna vez fue el HAZ Racing Team. Asimismo, la figura de José María López (campeón de Super TC 2000 con el ex HAZ), cobraría decisiva relevancia en las negociaciones, gracias a sus referencias sobre esta escuadra. Así fue como finalmente, una vez finalizado el campeonato 2016 del Súper TC 2000, se celebraría el convenio que le terminaría de abrir las puertas a Citroën dentro de esta categoría nacional.
El nuevo equipo Citroën de Súper TC 2000 se basó sobre la estructura denominada FDC Racing Team (equipo que hasta 2016 se denominaba PSG-16 Team), dirigida por Alberto Scarazzini y Javier Ciabattari. Como vehículo representativo, fue elegido el Citroën C4 Lounge, teniendo la responsabilidad de manejarlos, los pilotos José Manuel Urcera, Esteban Guerrieri y Martín Moggia.
Con todos estos ingredientes, Citroën se presentó de manera definitiva en el Súper TC 2000 teniendo un debut triunfal, al cosechar el triunfo por intermedio de su piloto, José Manuel Urcera. Esto sucedería en la Primera fecha del calendario, desarrollada el 26 de marzo de 2017 en el Autódromo Oscar y Juan Gálvez, donde Urcera y Citroën se llevaron todos los puntos puestos en juego al obtener pole position, carrera clasificatoria y carrera final.
A su vez, en el mismo año 2017, el mismo equipo PSG-16 Team propició el debut de la marca Citroën en TC 2000, división inferior creada tras la reformulación del antiguo TC 2000 en Súper TC 2000, donde al igual que en la división principal, el modelo elegido fue el C4 Lounge, el cual fue puesto en pista en la 8ª fecha del calendario, teniendo el piloto José Manuel Sapag, el honor de ser el primer piloto en competir con esta marca en esta divisional. Al igual que en el Súper TC 2000, Citroën también prescinde del impulsor original del C4 Lounge, siendo este reemplazado por un impulsor de 4 cilindros en línea fabricado por el preparador argentino Oreste Berta.

## Pilotos y equipos
| Súper TC 2000            | Súper TC 2000            | Súper TC 2000     | Súper TC 2000     | Súper TC 2000      | Súper TC 2000 |
| Equipos                  | Equipos                  | Auto              | N.º               | Piloto             | Fechas        |
| ------------------------ | ------------------------ | ----------------- | ----------------- | ------------------ | ------------- |
|                          | Citroën Total Racing     | Citroën C4 Lounge | 51                | José Manuel Urcera | Todas         |
| 55                       | Citroën Total Racing     | Citroën C4 Lounge | Federico Iribarne | Todas              |               |
| 55                       | Citroën Total Racing     | Citroën C4 Lounge | Federico Iribarne | Todas              |               |
| 79                       | Citroën Total Racing     | Citroën C4 Lounge | Facundo Chapur    | Todas              |               |
| TC 2000                  |                          |                   |                   |                    |               |
| Equipos                  | Equipos                  | Auto              | N.º               | Piloto             | Fechas        |
| Citroën Total Racing PSG | Citroën Total Racing PSG | Citroën C4 Lounge | 19                | Hernán Palazzo     | Todas         |
| Citroën Total Racing PSG | Citroën Total Racing PSG | Citroën C4 Lounge | 25                | Marcelo Ciarrocchi | Todas         |
| Citroën Total Racing PSG | Citroën Total Racing PSG | Citroën C4 Lounge | 33                | José Manuel Sapag  | Todas         |

## Estadísticas

### Modelos
| TC 2000          | TC 2000   | TC 2000          | TC 2000   | TC 2000            |
| Automóvil        | Período   | Motores          | Victorias | Campeonatos (Años) |
| ---------------- | --------- | ---------------- | --------- | ------------------ |
| C4 Lounge-Berta  | 2017-2019 | Duratec by Berta | -         | -                  |
| Súper TC 2000    |           |                  |           |                    |
| Automóvil        | Período   | Motores          | Victorias | Campeonatos (Años) |
| C4 Lounge-RPE V8 | 2017-2019 | RPE V8 2.7       | 2         | -                  |

### Victorias
| Súper TC 2000 | Súper TC 2000                         | Súper TC 2000      | Súper TC 2000     |
| Victorias     | Fecha                                 | Piloto             | Modelo            |
| ------------- | ------------------------------------- | ------------------ | ----------------- |
| Primera       | 2017 - 1ª Fecha - Buenos Aires        | José Manuel Urcera | Citroën C4 Lounge |
| Última        | 2017 - 5ª Fecha - Termas de Río Hondo | Esteban Guerrieri  | Citroën C4 Lounge |

### Campeonatos
| TC 2000 | TC 2000 | TC 2000            | TC 2000           |
| #       | Año     | Piloto             | Automóvil         |
| ------- | ------- | ------------------ | ----------------- |
| 1       | 2018    | Marcelo Ciarrocchi | Citroën C4 Lounge |

### Pilotos ganadores
| Súper TC 2000 | Súper TC 2000      | Súper TC 2000     | Súper TC 2000 | Súper TC 2000 |
| #             | Piloto             | Automóvil         | Victorias     | Año           |
| ------------- | ------------------ | ----------------- | ------------- | ------------- |
| 1             | José Manuel Urcera | Citroën C4 Lounge | 1             | 2017          |
| 2             | Esteban Guerrieri  | Citroën C4 Lounge | 1             | 2017          |